# اچ‌ام‌اس بیردهام (ام۲۷۸۵)
اچ‌ام‌اس بیردهام (ام۲۷۸۵) (به انگلیسی: HMS Birdham (M2785)) یک کشتی بود که طول آن ۱۰۶ فوت ۶ اینچ (۳۲٫۴۶ متر) بود. این کشتی در سال ۱۹۵۵ ساخته شد.